# (68398) 2001 QV85
2001 كيو في 85 (ويعرف أيضًا باسم (68398) 2001 كيو في 85 وفق تسمية الكوكب الصغير) (بالإنجليزية: 2001 QV85)‏ هو كويكب ضمن حزام الكويكبات؛ وترتيبه 68398 من حيث الاكتشاف.
اكتُشف هذا الجُرم الفلكي بواسطة William Kwong Yu Yeung ‏ في 22 أغسطس 2001.

## وصلات خارجية
- (68398) 2001 QV85 في قاعدة بيانات مختبر الدفع النفاث لأجرام النظام الشمسي الصغيرة

- الاكتشاف · مخطط المدار ·  العناصر المدارية · المعلمات المادية

- (68398) 2001 QV85 على موقع ويكي سكاي: DSS2, SDSS, GALEX, IRAS, Hydrogen α, X-Ray, Astrophoto, Sky Map, Articles and images